# Josep Ferran de Baviera
Josep Ferran de Baviera (28 d'octubre de 1692, Viena - 1699) fou Príncep de Baviera de la dinastia Wittelsbach amb el tractament d'Altesa Reial. Des de la signatura del testament de Carles II, en el 1696, fins a la seva mort prematura, el 1699, fou l'hereu de la Monarquia espanyola.
Nascut a la ciutat de Viena, es traslladà a Múnic, capital de l'Electorat de Baviera, essent fill del duc Maximilià II Manuel de Baviera i de l'arxiduquessa Maria Antònia d'Àustria. Josep Ferran era net per via paterna del duc Ferran I de Baviera i de la princesa Enriqueta de Savoia i per via materna de l'emperador Ferran III, emperador romanogermànic i de la infanta Maria Anna d'Espanya.
Abans de la Guerra de Successió d'Espanya, Josep Ferran fou el candidat recolzat per Anglaterra i els Països Baixos per succeir al rei Carles II d'Espanya. La legitimitat de Josep Ferran provenia de la seva àvia materna, la infanta Margarida d'Espanya, filla del rei Felip IV d'Espanya.
La inesperada mort del príncep bavarès l'any 1699 als sis anys va provocar el trencament de l'Aliança anglofrancesa i va permetre el Segon Tractat de Partició de l'any 1700 pel qual el duc d'Anjou rebria els territoris de Nàpols, Sicília i Milà mentre que la resta de dominis espanyols passarien a l'arxiduc Carles d'Àustria.